# Komet mrka iz leta 1948
Komet mrka iz leta 1948 ali C/1948 V1  je komet, ki so ga je odkrili 1. novembra 1948 med Sončevim mrkom.

## Lastnosti
Med kometi, ki so jih odkrili med Sončevimi mrki, je ta najbolj znan. Najlepše se je videl na južni polobli. Med odkritjem je imel magnitudo -2 . Bil je blizu prisončja. Najbolj svetel je imel magnitudo okoli 0. Njegov rep pa je bil dolg 30° ko je njegova svetlost toliko padla, da ni bil več viden s prostim očesom .